# Sardiska

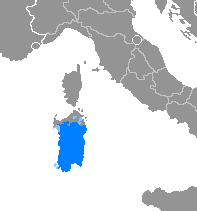
Sardiskans utbredning

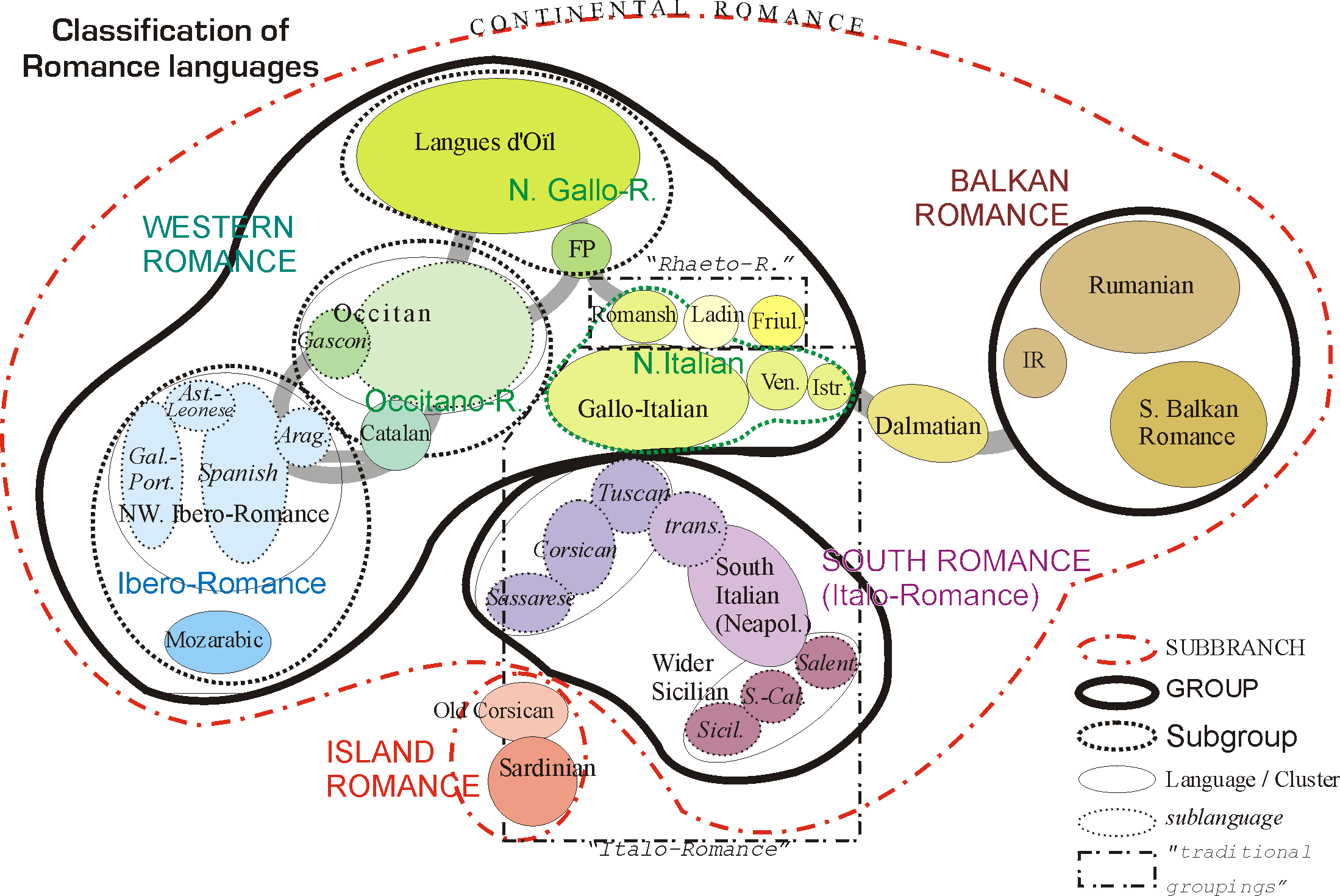
De romanska språkens släktskap

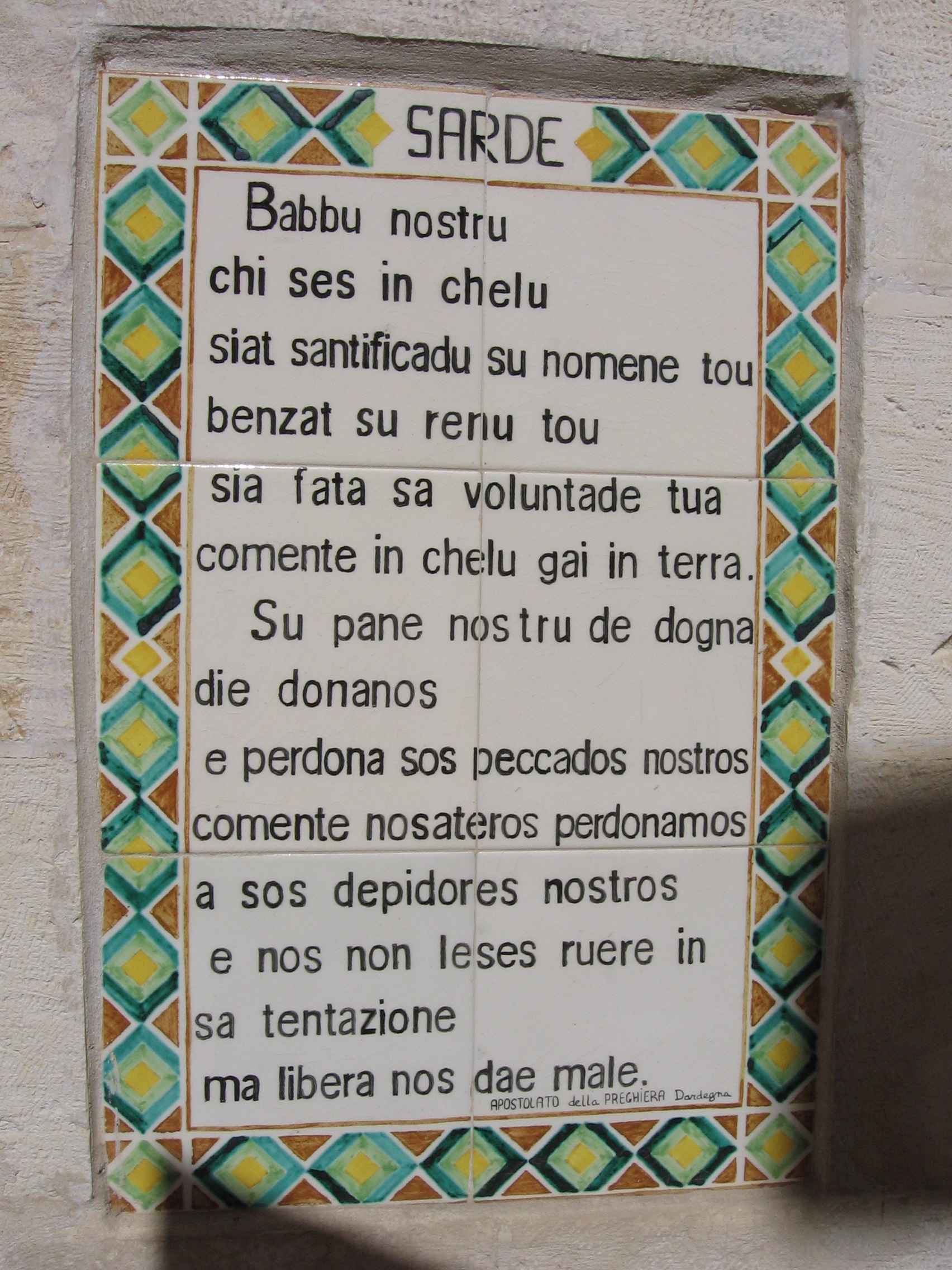
Fader vår på sardiska

Sardiska (limba sarda eller sardu) är ett romanskt språk som talas av 600 000–1 500 000 (varierande uppgifter) på Sardinien, Italien.
Sardiskan blev erkänd på Sardinien som det andra officiella språket, bredvid italienskan, den 15 oktober 1997.      

## Historia
Av alla romanska språk anses sardiskan ligga vulgärlatinet närmast. Vulgärlatinent introducerades på ön i samband med att Rom erövrade Sardinien från Kartago under det första puniska kriget 238 f. Kr.. På Korsika talas korsikanska, en toskansk dialekt av italienska, men man tror att sardiska även talades på Korsika långt tillbaka.
Under 1300- och 1400-talet, då Aragonien styrde över Sardinen, användes ofta katalanska, särskilt i officiella sammanhang. Katalanska talas fortfarande i Alghero. De tidigaste dokumenten på sardiska är kontrakt från 1080. Under den aragonska tiden började dokument skrivas på katalanska, och under tidigt 1700-talet blev banden med det italienska fastlandet starka och italienska blev det officiella språket.

## Sociolingvistisk ställning
Sardiskan talas uteslutande på Sardinien, av cirka 0,6-1,5 miljoner människor.  Genom regionallagen från 1997 och en nationell italiensk lag från 1999 har sardiska blivit likställt med italienska som officiellt språk (till exempel som administrativt språk och skolspråk). I praktiken dominerar dock fortfarande italienskan i Sardiniens offentliga liv.
2005 introducerades en standardsardiska av det lokala styret. Denna standardsardiska har inte accepterats av sardinierna.

## Dialekter
Sardiska består huvudsakligen av två dialekter, den kampidanesiska i söder och logudoresiska i den norra centrala delen av ön. Latinet blev dominerande i Sardinien på grund av romarnas stabila militära herravälde, där inga andra folkslag haft inflytande under någon längre tid. Lingvisten Leopold Wagner har fastställt att skillnaderna mellan dialekterna kan spåras till att latin har introducerats i olika omgångar på ön. Logudoresiskan som talas i de centrala bergsområdena har de mest ålderdomliga dragen som ett resultat av isolation, vilket gör logudoresiskan till den mest konservativa dialekten. Italienskan och katalanska har däremot fått starkt inflytande över kampidanesiskan 
Sassaresiska och galluresiska, som talas på norra Sardinien, är nära besläktade med korsikanskan. Detta är resultatet av en påverkan från det medeltida Ligurien och Korsika. Galluresiska liknar dialekten i Sartène på Korsika och kan ha importerats under 1600- och 1700-talet via flyktingar undan korsikanska vendettor. Många sardiska lånord kommer från katalanskan, spanskan och italienskan.
ISO 639-3-koderna är: kampidanesiska "sro"; logudoresiska "src"; galluresiska "sdn"; sassaresiska "sdc"

## Grammatik
Särskilt påfallande i sardiskan är den bestämda artikeln. Den är härledd från latinets ipse, ipsv(m), ipsa(m) med mera, till skillnad från nästan alla andra romanska språk som utgår från demonstrativpronomenet ille, illa, illud (italienska il/lo, la, franska le, la, spanska el, la). I singular är den sardiska bestämda artikeln su (maskulinum singular), sa (femininum singular), i plural sos (maskulinum plural) och sas (feminium plural) i logudoresiskan, i kampidanesiskan is för båda genus. Även baleariska använder sig av bestämd artikel baserad på ipse etc.
Sardiskan bildar plural på -s (liksom i de västromanska språken): sa domo > sas domos, su cane > sos canes.

## Fonetik och fonologi
Karakteristiskt är dessutom det mest långtgående behållandet av vulgärlatinets vokalsystem, framför allt i logudoresiskan och nuoresiskan. I campidanesiskan sker detta endast i betonad ställning, medan det i obetonad ställning sker en reduktion till -a, -i, -u, liknande fallet i sicilianskan. 
I de logudoresiska och nuoresiska dialekterna förblir de latinska intervokaliska klusilerna (p, t, k) i största utsträckning intakta. Framför allt att det latinska velara uttalet av -C- (/k/) behålls är anmärkningsvärt: exempelvis latin centu(m) (uttal: /kentu/) '100' > logudoresiska kentu (jämför italienska cento, franska cent).
Ett annat utmärkande drag för sardiska är att närmast föregående vokal upprepas, om ordet slutar på konsonant (omljud): till exempel sas domos – uttalas: /sas domoso/.  Påfallande är också förekomsten av den retroflexa konsonanten [ɖ], som i skrift oftast återges med -dd- eller -ddh-: till exempel i cabaddu ’häst’.